# Osîkove, Makariv
Osîkove (în ucraineană Осикове) este un sat în comuna Lîșnea din raionul Makariv, regiunea Kiev, Ucraina.

## Demografie
Componența lingvistică a localității Osîkove
     Ucraineană (92,53%)
     Rusă (3,45%)
     Alte limbi (0,57%)
Conform recensământului din 2001, majoritatea populației localității Osîkove era vorbitoare de ucraineană (92,53%), existând în minoritate și vorbitori de rusă (3,45%).